# Lomtjärnen (Kalls socken, Jämtland)
Lomtjärnen är en sjö i Åre kommun i Jämtland och ingår i Indalsälvens huvudavrinningsområde.